# スタートレック:ボーグ
「スタートレック：ボーグ」 は1996年にSimon&Schuster Interactiveから発売されたムービーアドベンチャーゲーム。日本語版は2000年にデータハウス・ビーグルより発売された。販売元はパイオニアLDC（現・ジェネオン）。CD-ROM版とインタラクティブDVD版がある。

## 作品概要
『スタートレック』シリーズのスタッフがパラマウントスタジオで撮影したムービーを使用したアドベンチャーゲーム。ムービーの合間でプレイヤーは行動を選択し、それが正しければムービーの続きが流れ、間違いであればその結果のムービーが流れゲームオーバーになる。ゲームを最後までクリアしてエンディングを見ると、テレビシリーズの1エピソードのように正解ルートを繋げたムービーを見られるようになる。
監督はジェームズ・Ｌ・コンウェイ、脚本はヒラリー・ベイダー、音楽はデニス・マッカーシー。バリー・バンチ、ジェフ・アリン、マーニー・マクファイルなど、『スタートレック』シリーズにゲスト出演していた俳優がメインキャストとして参加している。
パッケージには「ご注意」として、「ゲームに登場するQというキャラクターは、性格上、プレイヤー（お客様）に対し多数の無礼な言動をいたしますが、予めご了承ください。」という表記がある。
なお何度ゲームオーバーになろうとも、ゲームをクリアするまでQによって何度でも強制的にコンティニューさせられ続ける。

## あらすじ
地球暦2377年。U.S.S.カナルからの緊急通信により、惑星連邦は3度目のボーグ侵攻を知る。宇宙艦隊はテラ星系防衛のため宇宙船に招集をかけ、士官候補生である主人公が訓練乗務するU.S.S.シャイアンもセクター001へ向かうことになる。

## 登場人物

### U.S.S.シャイアンのクルー
ケイラン・ファーロン
惑星連邦宇宙艦隊アカデミーに在籍する士官候補生。
地球人、19歳（2377年時点）。主人公。
2367年のウルフ359の戦いにおいて、U.S.S.ライチェスのパイロットだった父を亡くす。
2377年、ボーグの侵攻に際して訓練乗務していたU.S.S.シャイアンがセクター001防衛艦隊に参加すると聞き、父の仇を討てるチャンスと意気込むが、ウルフ359の戦いで非戦闘員に多数の犠牲者を出した反省から、非戦闘員（民間人・士官候補生など）は全員退艦せよという艦長命令が出される。艦長に残留を嘆願するも受け入れられず、意気消沈して部屋で荷物をまとめているところへ現れたQの「ボーグと戦わせてやる」という申し出を受け、10年前の過去にタイムスリップする。
生前の父親の映像を記録したパッドを部屋に置いている。
大尉
U.S.S.シャイアンに乗務している女性大尉。
地球人。
5人の士官候補生たちに艦を降りてマーナス3号星へ向かうよう通達する。
2367年当時は宇宙艦隊アカデミーの1年生で、ウルフ359の戦いにおいて同期の友人を大勢失った。
そのためボーグに父を殺されたファーロン候補生に同情的で、「艦に残ってボーグと戦いたい」という彼の嘆願を艦長に取り次いだ。

### U.S.S.ライチェスのクルー
ニコライ・アンドロポフ
演 - バリー・バンチ、日本語吹替 - 廣田行生
惑星連邦宇宙艦隊の大佐、艦長。
地球人、57歳（2367年時点）。カーデシア戦争を戦い抜いた、目付きの鋭い白髪の名将。
カーデシア戦争中に副長としてU.S.S.ライチェスに配属され、その後戦場でシンタナ提督から同艦の指揮を執るよう命じられた。
部下が独断専行して功績をあげたような場合、とりあえず褒めるものの同時に「次からは許可を取れ!」と叱責する。時間に厳しく、待たされるととても機嫌が悪くなる。
宇宙艦隊アカデミーを卒業した最初のグレッカ・コロニー出身者。
ドクター・テディアス・クイント
演 - マレー・ルビンスタイン
惑星連邦宇宙艦隊の中佐（階級章は中佐だが日本語吹替では「少佐」になっている）、医療部長。地球人、38歳（2367年時点）。かなり頭髪の生え際が後退している。
宇宙艦隊のドクターのなかでは最も優秀な多種族診断専門医と目されている。嫌味な性格のためクルーからはあまり好かれていないが、医者としては非常に有能で礼状をもらうことも多い。
Qが主人公とともに過去世界に参加するためのキャラクターに選ばれ、ドクター・クイント本人はどこかへ飛ばされる。物語冒頭でQに取って代わられたあとはラストシーンにしか登場しない。艦に戻されたときには事態は急展開しており、困惑しきりとなる。
ベニングトン・ビラカ
演 - ジョン・コスラン・Jr、日本語吹替 - 菅原正志
惑星連邦宇宙艦隊の少佐、カウンセラー。
地球人、40歳（2367年時点）。髭を蓄え、恰幅が良い。
2365年にカーデシアの捕虜となりオブシディアン・オーダーによる神経刺激性拷問を受けた被害者たちの、治療に当たった医療チームの1人。本職はカウンセラーであるが、操舵・オペレーション管理・保安・戦術の指揮資格も持っている。艦長に代わってブリッジの艦長席で指揮を執ることがある。
惑星連邦オリンピックの低重力乗馬・障害競技でメダルを取ったことがある。
博愛主義的な思想の持ち主で、他人に嫌われるような人物は「自分には人に好かれる資格が無いと考え、わざと嫌われるような態度をとっている」のだと思っている。
ドクター・クイントに扮したQをその博愛主義的思想でもって心理分析したところ、Qは癇癪を起こす。
ラルフ・ファーロン
演 - ジェフ・アリン、日本語吹替 - 仲野裕
惑星連邦宇宙艦隊の大尉、主任パイロット。
地球人、36歳（2367年時点）。DS9のドクター・ジュリアン・ベシアに似た風貌で、笑うときには唇の片方の端を吊り上げる癖がある。
主人公であるファーロン候補生の父親。
スプリント大尉・ターガス少尉とは宇宙艦隊アカデミーの同期で親友。スプリントより3週間早く大尉に昇進したことを持ち出し、冗談で上官風を吹かすことがある。
艦の仲間たちによく息子の自慢話をし、幼い息子が将来どんな大人になるのか、想像を膨らませる。
2365年にカーデシアが惑星連邦の非武装基地・植民地に奇襲を仕掛けてきた際、独断でスプリント大尉と共に小隊を率いてカーデシア艦に突入し拘束されていた連邦市民15名を救出する。この功績を讃えられ、栄誉勲章を授与される。拘束されていた人たちは神経刺激性の拷問を受けており、非常に危険な状態だった。
コリス・スプリント
惑星連邦宇宙艦隊の大尉、保安主任。ビジャーニ人。ビジャーニ人は地球人に似た種族だが、肉体的に激しい苦痛を受けた際などにビジャーニ・ペイン・トランスという一種の仮死状態となり、脳機能を保護する性質を持っている。
ファーロン大尉・ターガス少尉とは宇宙艦隊アカデミーの同期で親友。
2367年、ボーグ船との最初の戦闘の際に負傷し、ドクター・クイントの手当ても空しく死亡する。
2365年にカーデシアが惑星連邦の非武装基地・植民地に奇襲を仕掛けてきた際、独断でファーロン大尉とともに小隊を率いてカーデシア艦に突入し拘束されていた連邦市民15名を救出する。
主人公はQの力で「負傷したが手当てを受けて一命を取りとめたスプリント大尉」となり、過去世界に参加する。
アナスタシア・ターガス
演 - マーニー・マクファイル、日本語吹替 - 紗ゆり
惑星連邦宇宙艦隊の少尉、戦術士官。
地球人、36歳（2367年時点）。赤毛の髪を後頭部で団子状に纏めた、精悍な顔付きの女性。
ファーロン大尉・スプリント大尉とは宇宙艦隊アカデミーの同期で親友。
2365年にカーデシアが惑星連邦の非武装基地・植民地に奇襲を仕掛けてきた際に捕虜となり、オブシディアン・オーダーの下で神経刺激性拷問を受ける。救出されるものの拷問の影響は深刻で、医学的に任務には不適格であるとして解任される。1年半にわたる神経インプラント治療を経て、友人たちの嘆願もあり職場に復帰するが、治療用のインプラントは右こめかみに装着したままである。
「ボーグにクルーを誰か1人差し出すとするなら、間違いなくクイントだ」と言って、仲間たちから賛同を得る。
少尉
惑星連邦宇宙艦隊の少尉、保安士官。地球人。死亡したスプリント大尉に代わってブリッジの保安ステーションに着いている、宇宙艦隊アカデミーを卒業して間もない新米少尉。
ブリッジにボーグが侵入して来た際、経験不足から動揺し適切な対処ができず、殺害される。医療用トリコーダーで死亡を確認したドクター・クイントに「名誉の戦死か、クリンゴンなら喜ぶところだな」と言われる。

### その他
Q
演 - ジョン・デ・ランシー、日本語吹替 - 羽佐間道夫
Q連続体の一員。
ファーロン候補生の前に現れ、彼を過去世界へと連れて行く。ファーロン候補生をスプリント大尉に変えたあと、自身はドクター・クイントに扮して彼を観察する。
U.S.S.ライチェスのクルーに対して傍若無人な態度ばかりとっていたところ、カウンセラー・ビラカに心理分析されたあげく「君が何を言おうと僕の気持ちは変わらない、君の事が好きさ」と額に熱烈なキスをされる。

## 登場宇宙船
U.S.S.カナル
惑星連邦宇宙艦隊所属の宇宙船。艦級、艦隊登録番号ともに不明。
2377年のボーグ侵攻の際、最初にボーグ船と遭遇した宇宙船。最優先通信を発し、傍受した船に宇宙艦隊司令部へボーグが侵攻して来たことを通報するよう求める。
亜空間通信がボーグ船によって妨害されたため救難信号に周波を切り替えるが、その際に周囲の宇宙船に対し「救助には来るな」と警告する。
ボーグ船の侵攻を阻止しようと試みるが、単艦では敵わない。
U.S.S.シャイアン
惑星連邦宇宙艦隊所属の宇宙船。ギャラクシー級、艦隊登録番号は不明。
2377年のボーグ侵攻に際し、テラ星系防衛のためセクター001に集結するよう指令を受ける宇宙船の内の1隻。
比較的新しく建造されたか、あるいはかなりアップデートされているようで、内装はイントレピッド級U.S.S.ヴォイジャーと同じ仕様になっている。
U.S.S.ライチェス
惑星連邦宇宙艦隊所属の宇宙船。エクセルシオール級、艦隊登録番号NCC-42451。
2367年のウルフ359の戦いに参加し、「消滅」したとされている宇宙船。
アンドロポフ艦長の指揮の下、カーデシア戦争を生き抜いた名艦でもある。
クルーは2371年頃に採用されたタイプの制服を着用している（コミュニケーターは2360年代のものを装備）。
また内装はイントレピッド級U.S.S.ヴォイジャーと同じ仕様となっており、ブリッジ構造も一般的なエクセルシオール級宇宙船のものとは異なる。
ボーグ・キューブ
ボーグ集合体に属する立方体の形をした巨大な宇宙船。
2367年に惑星連邦領内に侵攻してきたボーグ・キューブは、宇宙艦隊のジャン＝リュック・ピカード大佐を同化していたため、船内に宇宙艦隊仕様のコマンドステーションが設置されている。
なお2377年に侵攻してきたボーグ船がどのようなタイプだったかは不明。

## 時系列

### 本来の歴史
- 2366年末、U.S.S.エンタープライズDがセクター001へ向かって進むボーグ・キューブと遭遇し交戦。
  - 艦長ジャン＝リュック・ピカード大佐が拉致される。
- 0400時、ウルフ359星系へ向かう途中のU.S.S.ライチェスがボーグ・キューブと遭遇し交戦。
  - ブリッジに侵入してきたボーグにより保安部長スプリント大尉が殺害される。
  - ボーグ・キューブはU.S.S.ライチェスを放置して進撃再開。
- U.S.S.ライチェスがウルフ359星系に到着。
  - J・P・ハンソン提督の指揮下に入り第3防衛ラインに配備。
- 0758時、宇宙艦隊がボーグ・キューブに対し攻撃を開始。
  - のちにウルフ359の戦いと呼ばれる戦闘。
- U.S.S.ライチェスは、U.S.S.トルストイ・U.S.S.サラトガ・U.S.S.メルボルンなどとともにボーグ・キューブを攻撃するが、戦況はきわめて不利。
  - U.S.S.サラトガとU.S.S.メルボルンは大破し、後退したU.S.S.トルストイに代わってU.S.S.キュウシュウが戦列に加わる。
  - U.S.S.ライチェスのブリッジにボーグが侵入、コマンドステーションにアクセスしてシステムを解析し防御スクリーンを解除。
- 0800時、円盤部をエネルギービームで切り刻まれU.S.S.ライチェスが轟沈、アンドロポフ艦長以下クルー全員が死亡。艦は跡形も無く破壊され「消滅」する。

### ファーロン候補生とQが改変した歴史
- 2366年末、U.S.S.エンタープライズDがセクター001へ向かって進むボーグ・キューブと遭遇し交戦。
  - 艦長ジャン＝リュック・ピカード大佐が拉致される。
- 0400時、ウルフ359星系へ向かう途中のU.S.S.ライチェスがボーグ・キューブと遭遇し交戦。
  - ブリッジに侵入してきたボーグに保安部長スプリント大尉（ファーロン候補生）が襲われるが、ドクター・クイント（Q）の機転により事なきを得る。
  - ボーグから取り外したボーグチップを解析してボーグ・キューブのスクリーン周波数の特定に成功。
  - 艦の防御スクリーンを同調させることで、ボーグ・キューブにU.S.S.ライチェスをボーグ集合体の一部と認識させ、進撃を再開したボーグ・キューブを追跡する。
  - ボーグの情報を得るため、ファーロン大尉・スプリント大尉・ターガス少尉がボーグ・キューブ内へ侵入。ドクター・クイント（Q）も志願するが、ターガス少尉に拒否される。
  - ボーグ・キューブ内においてスプリント大尉（ファーロン候補生）がナノプローブを注入され同化されるも、同化処理がビジャーニ・ペイン・トランス中に行われたため自我を失うことなくボーグとしての機能を獲得する。
- U.S.S.ライチェスがウルフ359星系に到着。
  - J・P・ハンソン提督の指揮下に入り第3防衛ラインに配備。
- 0758時、宇宙艦隊がボーグ・キューブに対し攻撃を開始。
  - のちにウルフ359の戦いと呼ばれる戦闘。
- U.S.S.ライチェスは、U.S.S.トルストイ・U.S.S.サラトガ・U.S.S.メルボルンなどとともにボーグ・キューブを攻撃するが、戦況はきわめて不利。
  - U.S.S.サラトガとU.S.S.メルボルンは大破し、後退したU.S.S.トルストイに代わってU.S.S.キュウシュウが戦列に加わる。
  - U.S.S.ライチェスのブリッジにボーグが侵入、スプリント大尉（ファーロン候補生）が停止プロセス実行コマンドを送りボーグを排除。
- 0800時、U.S.S.ライチェスとU.S.S.エンデバー以外の宇宙艦隊船38隻を破壊したボーグ・キューブは、健在なU.S.S.ライチェスを無視してセクター001へ向けて移動を開始。
  - QがU.S.S.ライチェスのクルーに正体を明かし、事情を説明。
  - Qは本来の歴史に影響を与えないようにこの改変された歴史を事実とするため、あるアイデアを思いつき実行する。
- 2377年、突如ウルフ359星系に10年前のウルフ359の戦いで「消滅」したU.S.S.ライチェスが出現し、セクター001防衛戦に参加。
  - クルーは老化しておらず、10年前の姿そのままである。